# Bahnhof Kempten (Allgäu) Ost
Der Bahnhof Kempten (Allgäu) Ost (offiziell: Kempten (Allgäu) Ost, Abkürzung laut Betriebsstellenverzeichnis: MKPO, umgangssprachlich: Ostbahnhof) ist ein an der Bahnstrecke Kempten–Neu-Ulm gelegener Haltepunkt in Kempten (Allgäu). Der Bahnhof verfügt über ein Wetterschutzhäuschen, einen Fahrkartenautomaten und eine digitale Fahrgastinformation. Der ursprüngliche Zweck des Bahnhofs war die Ansiedlung von Industrie im Osten von Kempten. Seit den 1960ern verliert der Bahnhof jedoch zunehmend an Bedeutung.

## Geschichte
Die Eisenbahn hatte im Jahr 1852 ihren Einzug in Kempten gehalten. Bereits kurze Zeit darauf gab es ein großes Wirtschafts- und Bevölkerungswachstum während der Kemptener Industrialisierung und Urbanisierung. Schon zu Beginn des 20. Jahrhunderts waren die Flächen rund um den Kemptener Hauptbahnhof voll aufgebraucht. Die Stadt Kempten machte sich daher auf die Suche nach einer geeigneten Freifläche für einen weiteren Bahnhof.
Festgelegte Kriterien für die Wahl des Standortes waren eine ausreichende Fläche, eine Bahnanschlussmöglichkeit und möglichst viele Ländereien im Besitz der Stadt Kempten. Mit der Vollendung der Bahnstrecke von Neu-Ulm über Memmingen nach Kempten im Jahr 1863 war eine Basis für einen Bahnhof an drei potenziellen Stellen gegeben. Kandidaten waren die Engelhalde, der Lindenberg oder die Bleichhöfe. Der Magistrat der Stadt entschied sich am Ende für das Gelände an den Stadtbleichen: Die Engelhalde sollte dem Kiesabbau dienen und besaß Terrainprobleme. Der Lindenberg schied aus, weil sich kurz unter der Bodenoberfläche die Fundamente des römerzeitlichen Kemptens befanden, diese sollten zunächst überhaupt grundlegend erforscht werden. Die Flächen bei den Bleichhöfen besaßen folgende Vorteile: Das Terrain war einfach zu bearbeiten, die meisten Grundstücke gehörten der Stadt und es lag eine direkte Bahnlinie für einen Durchgangsbahnhof vor. Der Bürgermeister Adolf Horchler gab dann 1907 den Auftrag für den Bau des Ostbahnhofes mit Industriegleisanschlüssen an der Bahnstrecke Kempten–Neu-Ulm. Horchler erwarb zusätzlich diverse Grundstücke im nahen Umfeld um diese vergünstigt an die Industrie zu verkaufen.

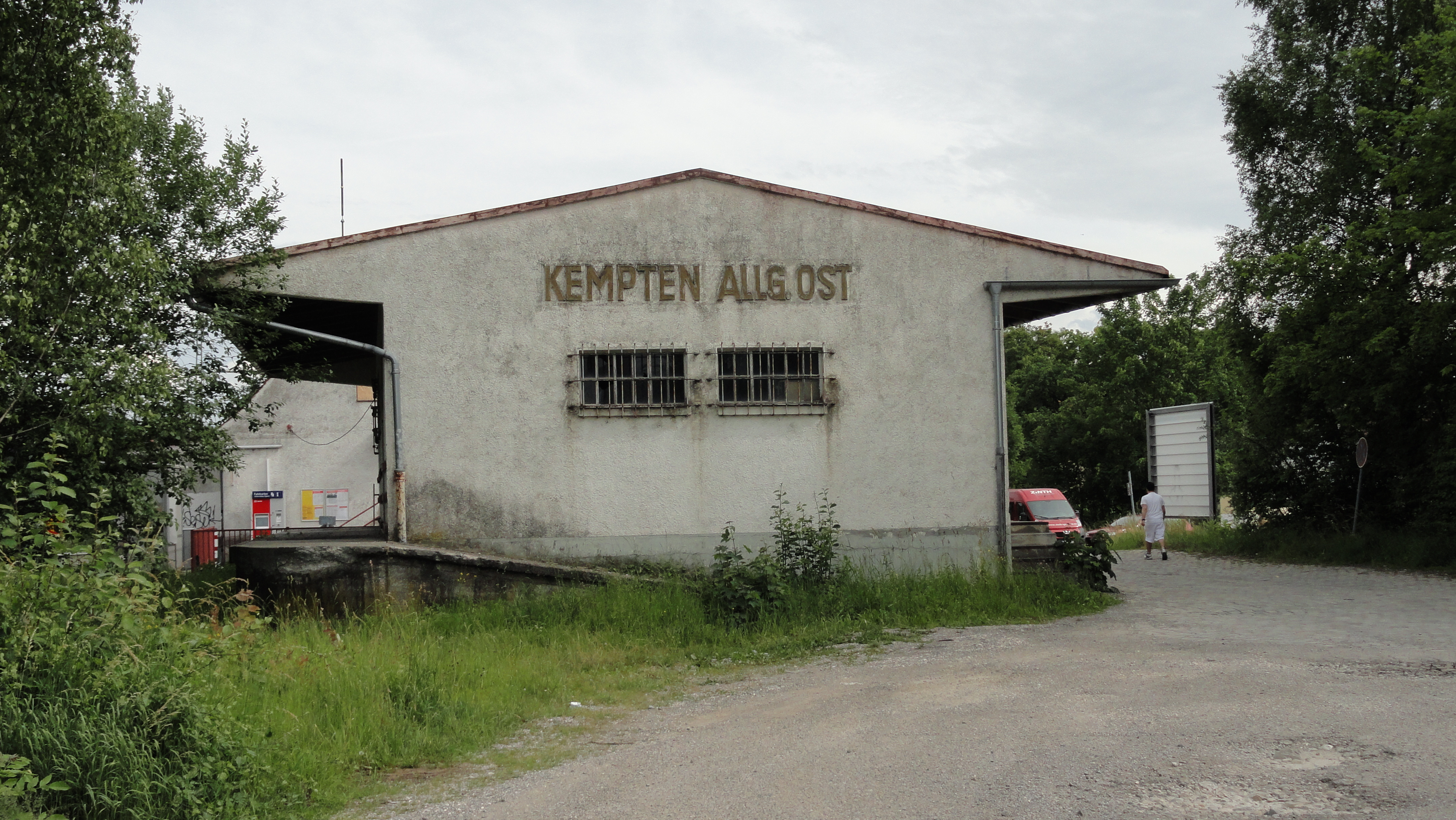
Lagerhaus des Bahnhofs

Auf die Initiative von Horchler folgte eine 12-jährige Erschließungspause bis Otto Merkt den Industriebahnhof im Jahr 1919 fertigstellen und eine Kraftstromversorgung einrichten ließ. Nördlich der Ostbahnhofs-Bahnunterführung entstand ein Weichenwärterhaus, von diesem zweigten zwei Stichgleise nach Westen ab. Zur Ansiedlung von Industrie wurde nicht nur lokal, sondern auch reichsweit intensiv Werbung betrieben. So siedelte sich eine Glockengießerei aus Apolda an, die von dem Gleisanschluss Gebrauch machte. Im Winter 1923/24 wurden bei einem Ausbau des Ostbahnhofs Erwerbslose beschäftigt; bis in das Jahr 1930 siedelten sich zwölf Unternehmen an, unter anderem war dort die Offset-Druckerei Heinrich Nicolaus ansässig und baute ihren Betrieb dort fortlaufend aus.
Im Jahr 1929 wurde ein Andor Ákos zugeschriebenes Empfangsgebäude am Ostbahnhof errichtet.
Im Jahr 1937 wurde aufgrund der Nähe zum Ostbahnhof die Artillerie-Kaserne mit einem eigenen Gleisanschluss erbaut. Unter der Firma Allgäuer Vertriebsgesellschaft war in Ostbahnhofsnähe die Helmuth Sachse KG Luftfahrt-Gerätebau versteckt. BMW war über das Stammkapital an der Helmuth Sachse KG beteiligt und erteilte auch Aufträge. Das Werk hatte einen Gleisanschluss am Bahnhof. Ende 1944 waren etwa 2000 Beschäftigte bei Sachse, darunter etwa 800 bis 1000 zivile Zwangsarbeiter und 500 KZ-Häftlinge.
Nach einem Luftangriff am 3. August 1944 auf Kempten kam es zu geringen Beschädigungen der Bahnanlage. Am 26. April des Folgejahres kam es durch Bombentreffer zu großen Schäden am Ostbahnhof. Nach der teilweisen Sprengung der Oberen Illerbrücken durch die deutsche Wehrmacht am 27. April 1945 konnte der Kemptener Hauptbahnhof von München, Ulm und Augsburg nicht mehr angefahren werden. Der Ostbahnhof entwickelte sich bis zur Wiederherstellung der gesprengten Brückenteile, die zwei Jahre andauerte, zu einem wichtigen Versorgungspunkt von Kempten. Zugreisende aus München mussten binnen dieser Zeit lange Reiseumwege mit der Bahn in Kauf nehmen, um nach Kempten zu gelangen.
Neben der Entwicklung zu einem Industriestandort, kam es in den 1940ern und 1950ern auch zu einer Wohnbebauung. Insbesondere die Nähe zum Bahnhof war der Grund, die mit Fundamenten erhaltene Römerstadt Cambodunum mit Wohnhäusern zu überbauen. Heute wird dieser Stadtteil aus stadtplanerischer Sicht als „Ostbahnhof“ bezeichnet.
1954 wurde die Bahnanlage mit einem Einheitsstellwerk ausgestattet. Wegen der Verlagerung des Transportverkehrs von der Schiene auf die Straße verlor der Ostbahnhof gegen Ende der 1960er Jahre an Bedeutung: Gleise wurden entfernt, Gleisanschlüsse zu Betrieben wurden abgebaut.
Nach langen Diskussionen, die seit 1999 zwischen der Deutschen Bahn und der Stadtverwaltung von Kempten geherrscht hatten, wurde im Jahr 2003 das zweite Gleis aus Kosteneinsparungsgründen abgebaut. Auch die weiteren Lade- und Abstellgleise sind nicht mehr an die Strecke angebunden.
2010 wurde bei einem bayernweiten Wettbewerb des Bundestagsabgeordneten Anton Hofreiter der Ostbahnhof zum „zweitgammeligsten“ Bahnhof Bayerns gekürt. Ein Jahr darauf kamen Forderungen auf, den Bahnhof zu verschönern. Daraufhin wurden dem Konjunkturpaket II 104.000 Euro entnommen und in den Haltepunkt investiert. Hierbei wurde eine dynamische Fahrgastinformation und überdachte Wartebank aufgestellt, die Wege wurden neu asphaltiert.
Im Januar 2020 wurde das seit 2003 nicht mehr genutzte Empfangsgebäude des Bahnhofs Kempten Ost abgerissen.

## Lage und Verkehr
Der Ostbahnhof befindet sich in unmittelbarer Nähe zur Römerstadt Cambodunum. In der Nähe befindet sich die Kirche St. Ulrich. Die Straßenunterführung unter den Gleisen im unmittelbaren Anschluss an den Bahnhof in Fahrtrichtung Süd, wird aufgrund ihres feuchten Zustandes von der Bevölkerung als „Tropfsteinhöhle“ bezeichnet und sollte nach einer mehrere Jahre dauernden Diskussionen zwischen der Stadtverwaltung mit der Deutschen Bahn im Jahr 2013 erneuert oder saniert werden. Dies wurde 2015/2017 durchgeführt.
1921 wurde das Ostbahnhofsstüble als Holzbau am Ostbahnhof errichtet. Das Gebäude diente den Arbeitern der dortigen Betriebe als Kantine. 1945 brannte das Ostbahnhofsstüble völlig ab. Nach dem Zweiten Weltkrieg wurde es auf dem alten Grundriss wiedererrichtet.
Die Linie 1 des Stadtbusses der Kemptener Verkehrsbetriebe hält am Ostbahnhof und fährt dann wieder die Zentrale Bus-Umsteigestelle der Verkehrsgemeinschaft Kempten an. In den 1960er Jahren gab es Konzepte für eine Stadtbahn in Kempten, worunter auch der Ostbahnhof mit den vorhandenen Schienen als Haltestation dienen sollte. Mit der Stilllegung der Bahnstrecke Kempten–Isny wurden diese Pläne jedoch zu den Akten gelegt.

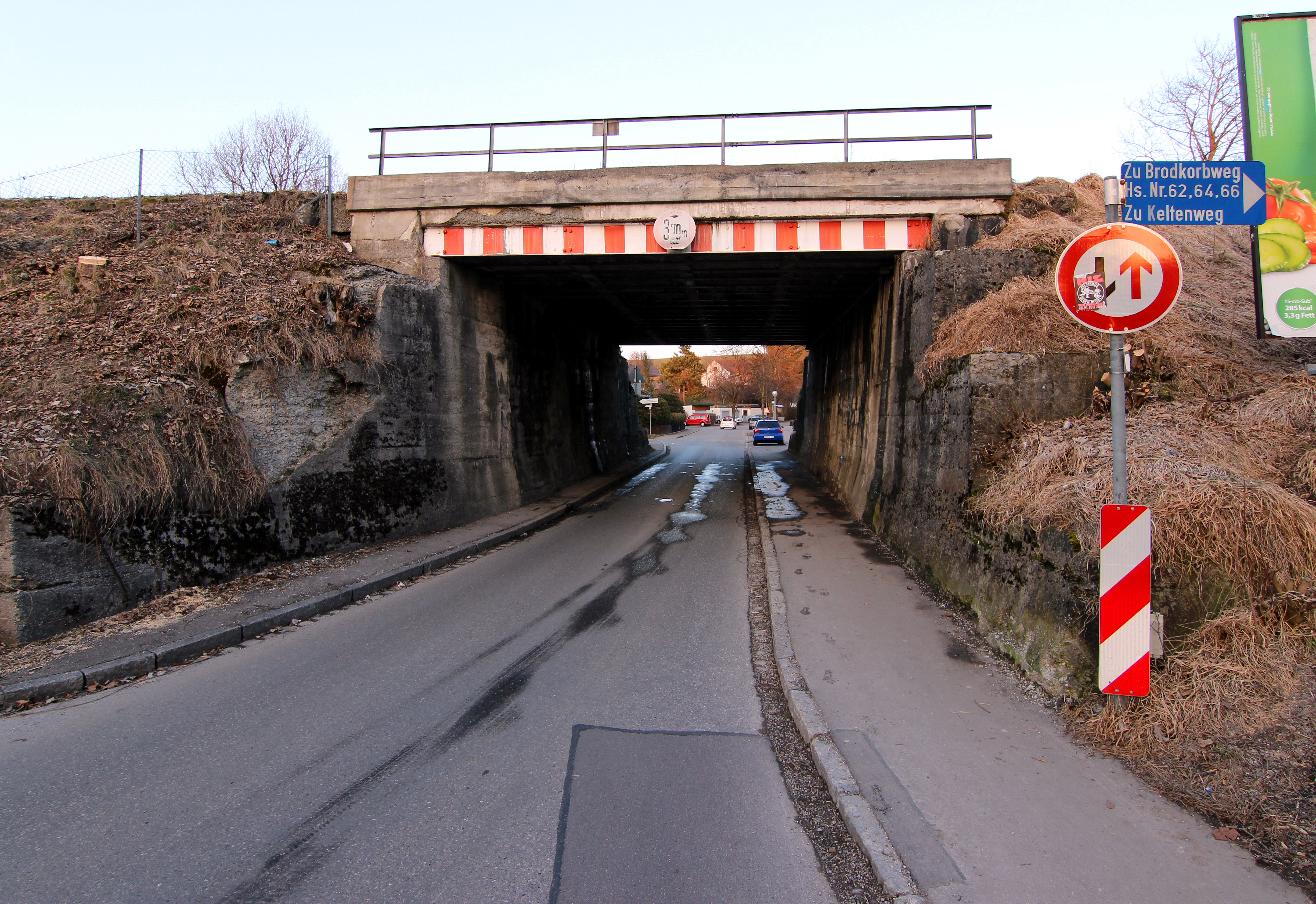
Bahnunterführung am Ostbahnhof: 2015 soll sie erneuert werden
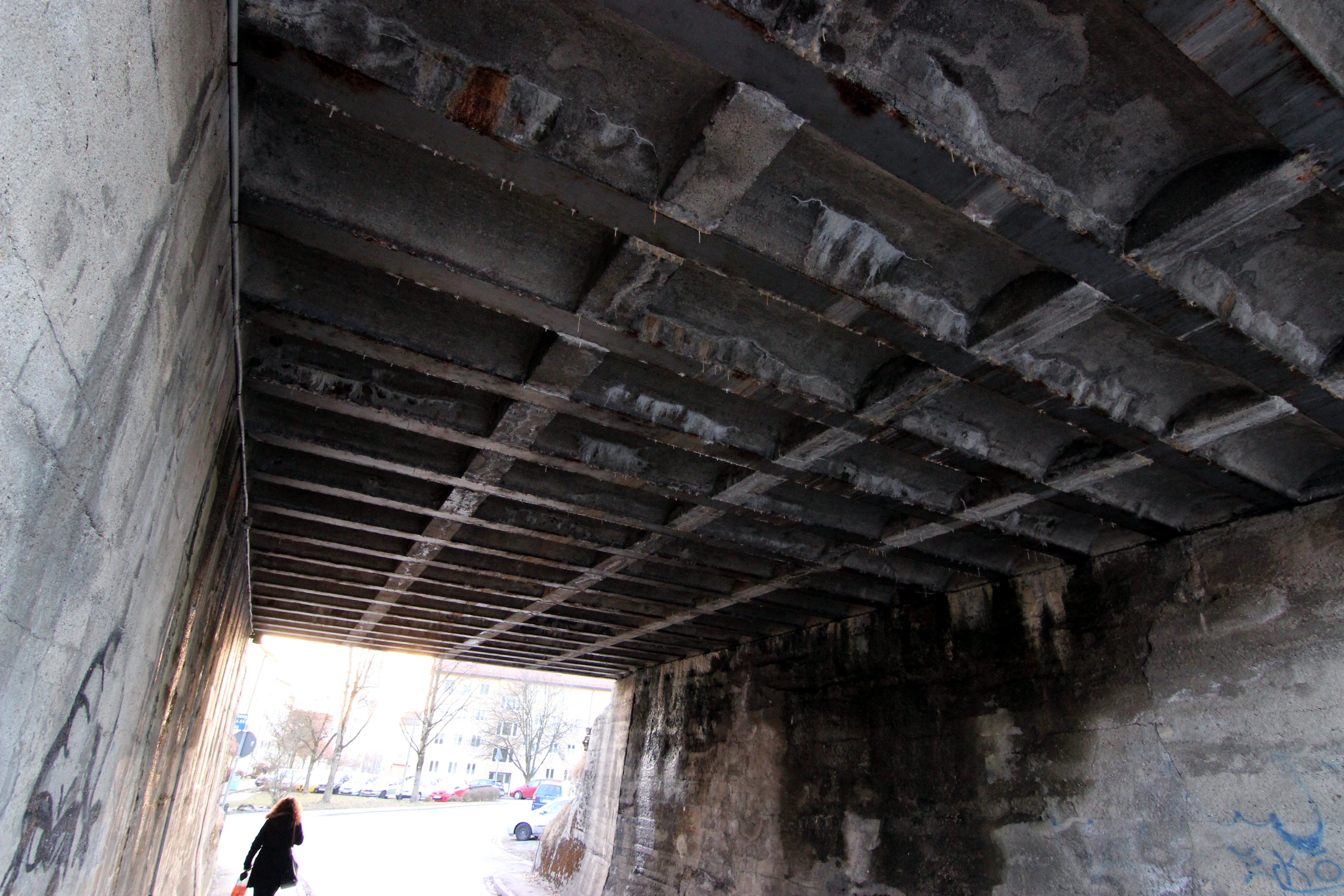
Tropfendes Wasser in der Unterführung, weswegen diese auch „Tropfsteinhöhle“ genannt wird

## Archäologie und Funde
Im Jahr 1862 wurden beim Bau der Bahnstrecke an Stelle des späteren Ostbahnhofes mehrere wohl römerzeitliche, jedoch nicht genauer dokumentierte Bestattungen vorgefunden. Diese anscheinend neben der Römerstraße nach Abodiacum gefundenen Bestattungen gehören zu dem auf der rechten Illerhochterrasse in Kempten häufiger vorzufindenden Gräberfeldern. Die Bestattungen befanden sich circa 400 Meter von den Großen Thermen entfernt.
Der Fund eines kleinen Schildbuckels im Bahnhofsbereich ließ formale Vergleiche mit Stücken aus der Völkerwanderungszeit und dem frühen Mittelalter zu.